# Заозерське сільське поселення (Велізький район)
Заозе́рське сільське́ посе́лення — муніципальне утворення в складі Велізького району Смоленської області, Росія. Адміністративний центр — присілок Заозер'є.
Населення — 507 осіб (2007).

## Склад
В склад поселення входять такі населені пункти — 9 присілків:
| Населений пункт | Населення, осіб (2007) |
| --------------- | ---------------------- |
| Березьково      | 16                     |
| Бобова Лука     | 9                      |
| Ботаги          | 6                      |
| Васькино        | 14                     |
| Городище        | 82                     |
| Глузди          | 4                      |
| Дор             | 8                      |
| Заболоньє       | 38                     |
| Заозер'є        | 207                    |
| Зелений Луг     | 2                      |
| Зубки           | 10                     |
| Картавщина      | 12                     |
| Красний Луг     | 5                      |
| Понево          | 15                     |
| Старосельє      | 6                      |
| Хрипіно         | 13                     |
| Шейдово         | 12                     |
| Шумілово        | 48                     |

Колишні населені пункти — Пасторки.
| Смоленська область | Це незавершена стаття про Смоленську область. Ви можете допомогти проєкту, виправивши або дописавши її. |